# Istarski glas (Labin)
Istarski glas su bile hrvatske regionalne novine koje su izlazile u Labinu od 26. srpnja 1996. do 22. veljače 2002. godine. U početku su bile podnaslovljene kao informativno-revijalni dvotjednik Istarske županije, od 20. rujna 1997. kao informativno-revijalni tjednik, a od 24. ožujka 2000., kada se vraćaju dvotjednom ritmu izlaženja, kao informativno-revijalne novine.
Istarski glas bio je prvi uspješni istarski tjednik i prvi medij koji je uspio narušiti dotadašnju neprikosnovenu dominaciju Glasa Istre.    
Broj stranica (43cm) redovitih izdanja kretao se od početnih 40 do najviše 64 stranice, no povremeno je padao na 28. Glavna i odgovorna urednica bila je Eleonora Vlačić. Članovi uredništva koje je pokrenulo novine bili su još Nenad Čakić, Jasmina Gruičić, Robi Selan, Branko Biočić i Sanja Floričić. Izdavač je bila tvrtka Naši foji d. o. o. iz Labina, koja je iza sebe već imala dvogodišnje iskustvo s lokalnim novinama Naši foji te pet brojeva ženske revije Valentina. Oba su izdanja postala prilozi Istarskoga glasa, a pokrenuti su i novi prilozi: npr. Autoklub, Sport plus, TV plus, humoristični prilog Trululu. Cilj Istarskoga glasa bio je istodobno na način dnevnih novina i tjednika "kroz objektivno, korektno i istraživačko novinarstvo" obuhvatiti tematski raznovrsna područja. Novinari su pratili aktualne političke događaje u Istri, gospodarstvo, turizam, manjinsku i vjersku problematiku, kulturu, popularnu kulturu, estradu i šport. Za novine su pisali i neki istaknuti istarski intelektualci.
Eleonora Vlačić i Nenad Čakić, urednici i pokretači Istarskog glasa, pokrenuli su 2011. godine portal Istarski.hr, najmlađi istarski internetski portal. S gotovo pola milijuna posjeta mjesečno jedan je od tri najčitanija istarska portala.